# Upaniszada Bryhadaranjaka
Upaniszada Bṛyhadāraṇjaka (dewanagari बृहदारण्यक उपनिषद्, Bṛihadāraṇyaka upaniṣad, pol. Wielka leśna upaniszada) – upaniszada należąca do grupy najstarszych, pochodząca z 700 roku p.n.e. Jej tekst zawiera zakończenie aranjaki w Śatapathabrahmanie (księga XIV ).
Naucza o zasadzie ponownych narodzin (punardźanman) w rodzinie zgodnej z rachunkiem zasług i przewinień z poprzedniego wcielenia oraz o procesie wyzwolenia moksza.

## Przekłady polskie
- Stanisław Franciszek Michalski (fragmenty), w: Upaniszady. Wiedza tajemna Wed indyjskich, wyd. I, Ultima Thule, Warszawa - Kraków 1913, s. 1-28; (wyd. II, 1924; wyd. III popr., 1929).
- Marta Kudelska (kompletny), w: Upaniszady, wyd. I, Oficyna Literacka, Kraków 1998, ISBN 83-7124-097-X, s. 179-275 (wyd. II, popr. i uzup., Wyd. UJ, Kraków 2006, ISBN 978-83-233-1912-2).